# Euphyia respondens
Euphyia respondens är en fjärilsart som beskrevs av Paul Dognin 1902. Euphyia respondens ingår i släktet Euphyia och familjen mätare. Inga underarter finns listade i Catalogue of Life.